# Ducado de Túscia
O Ducado de Túscia ou da Tuscia, inicialmente Ducado de Luca, foi um ducado lombardo da Itália Central, que compreendia grande parte da atual região da Toscana e da província de Viterbo. Depois da ocupação do território pertencente ao Império Bizantino, os lombardos fundaram esse ducado que, entre outros centros, incluía também Florença. A capital do ducado era Luca, que ficava ao longo da Via Cássia, onde residia o duque, indicado nos documentos como "duque e juiz" (dux et iudex). O ducado, constituído em 574 em seguida à ocupação lombarda da Tuscia, teve depois ema evolução históricano período pós-carlíngio, com a formação da Marca de Tuscia.

## Território
No momento de sua constituição confinava a oeste com o mar Tirreno e pelo resto com os territórios bizantinos do Exarcado de Ravena. A Piana di Pisa caiu em mãos lombardas somente meios século depois.

## História

### A ocupação lombarda da Túscia (574-680)
Segundo a historiografia mais recente, Luca e Espoleto foram os primeiros ducados lombardos formados depois da morte do rei Alboíno, durante a anarquia ducal (cerca de 574), na parte central da Túscia. Os ducados foram constituídos por chefes lombardos fugidos do controle real. O Ducado de Luca veio a controlar o percurso final da Via Aurélia que, na altura de Pisa, desviava em direção a Luca e - atravessando a Garfagnana e a Lunigiana, percurso da atual "Scorciatoia Sarzanese" - alcançava Luni.
No início, o ducado devia enfrentar o problema das inundações do Ausérculo (o rio Serchio) que circundava Luca. A tradição atribui a melhoria do território a Frediano de Luca, bispo de Luca, que com a abertura de uma boca fez o Serchio ir diretamente para o mar.
Até o fim do século Vi foi incessante a penetração lombardo na Túscia, com a conquista de vários castros, fortificações bizantinas feitas para conter a ocupação lombarda. A cronologia dos vários ataques lombardos foi assim descrita em 590 caiu a Garfagnana, ocupada pelas milícias de Teodolinda que transformaram o Castro de Aginolfo (Castrum Aghinolfi; atual Montignoso) em fortaleza lombarda. Depois em 591, Gumarito, duque de Luca, irrompe no povoado de Populônia ocupando o castro de Poggio di Castello e provocando a fuga dos residentes, que se refugiaram na ilha de Elba com o próprio bispo São Cerbone. Até o fim de 592, embora contidos pelos bizantinos, tornaram-se lombardos Sorano e Roselle.